# Morské oko
Morské oko (deutsch wörtlich Meerauge) ist der größte See im Vihorlatgebirge in der Ostslowakei, im Gemeindegebiet von Remetské Hámre und Vyšná Rybnica. Er liegt auf einer Höhe von 619 m n.m. und umfasst 13,8 Hektar mit einer maximalen Tiefe von 25 Metern. Seit 1984 ist der See als Nationales Naturreservat Morské oko (slowakisch Národná prírodná rezervácia Morské oko, 1,08 km² groß) als Teil des Landschaftsschutzgebiets Vihorlat geschützt.
Der See entstand in der Zeit des Vulkanismus im Vihorlatgebirge durch einen massiven Bergsturz, der einen natürlichen Stausee gebildet hat, mit dem Fluss Okna als einzigem Abfluss aus dem See. In den 1880er Jahren wurde ein Staudamm gebaut, worauf der Seepegel um fünf Meter anstieg. 
Im See leben unter anderem Forellen, Elritzen und Schmerlen.  

## Tourismus

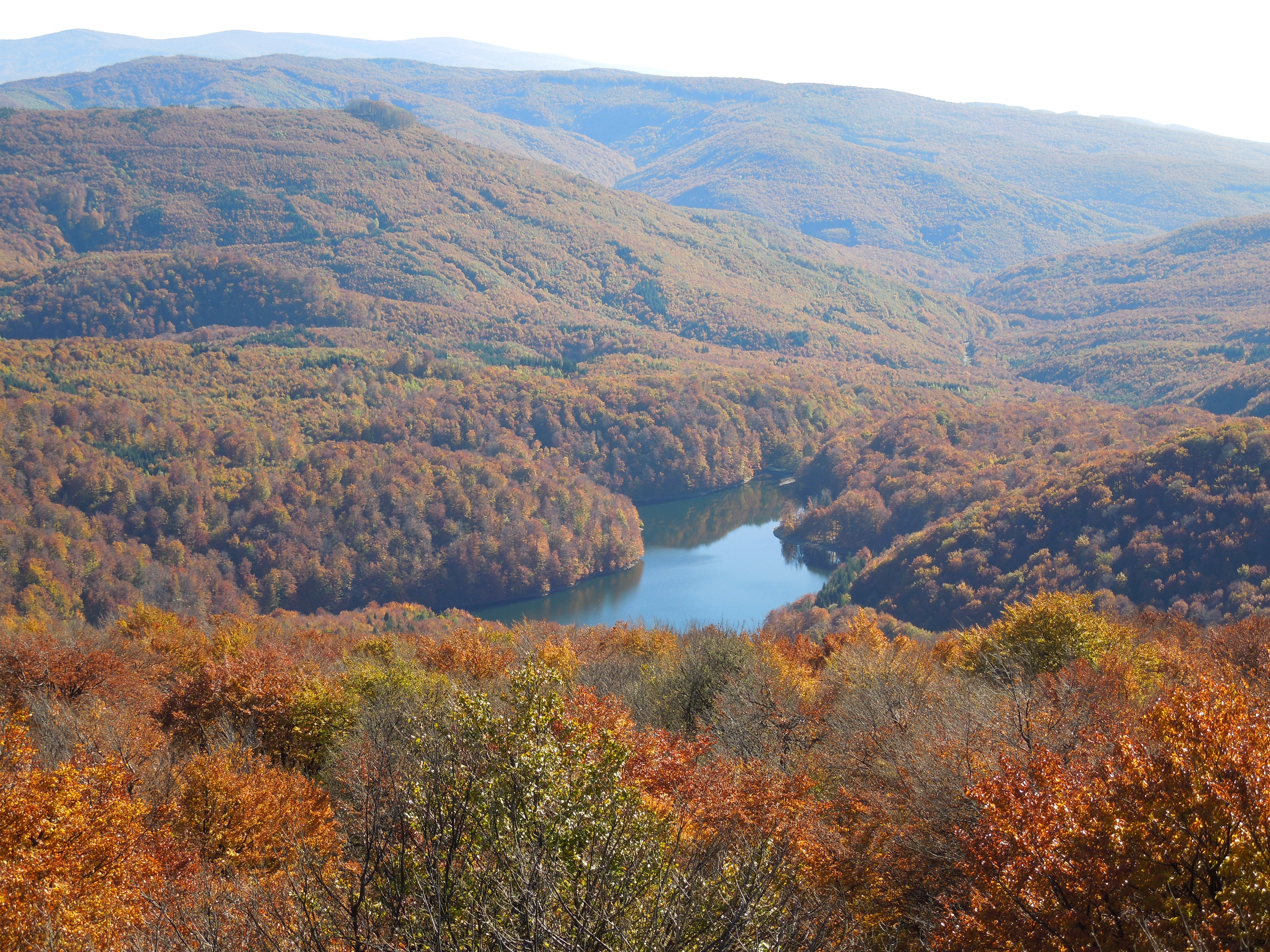
Der See im Herbst, vom Sninský kameň aus gesehen

Eine erste Touristeninfrastruktur in der Form von zwei Schutzhütten wurde 1880 durch die Sektion Beskiden des Ungarischen Karpathenvereins errichtet, ein Jahr später wurde ein Touristenpfad vom See auf den Berg Sninský kameň angelegt. Später errichtete die Sektion Ostkarpathen eine Schutzhütte auf dem Vihorlat, die 1885 an einen Touristenpfad von Jovsa angeschlossen wurde und von dort nach Morské oko und Sninský kameň.
Heute ist der See durch Touristenpfade von Remetské Hámre (blau markierter Weg, etwa 2:35 h) und Zemplínske Hámre über den Sattel Tri table (gelb, später blau markierter Weg, etwa 1:45 h) aus erreichbar. Es führt zudem eine schmale asphaltierte Straße zum See, mit dem etwa 15 Gehminuten vom See entfernten Parkplatz Krivec. Ebenso kann man den kleineren und höher gelegenen See Malé Morské oko von hier erreichen.

## Verkehr
Von 1924 bis 1972 war der See Endpunkt der Schmalspurbahn Michalovce–Morské oko. Nach der Stilllegung der Bahnstrecke führt hier eine Asphaltstraße von Remetské Hámre heraus.